# جون إيمرسون (لاعب كريكت)
جون إيمرسون (1796 - ) (بالإنجليزية: John Emmerson)‏ هو لاعب كريكت بريطاني.